# Ziua Tatălui

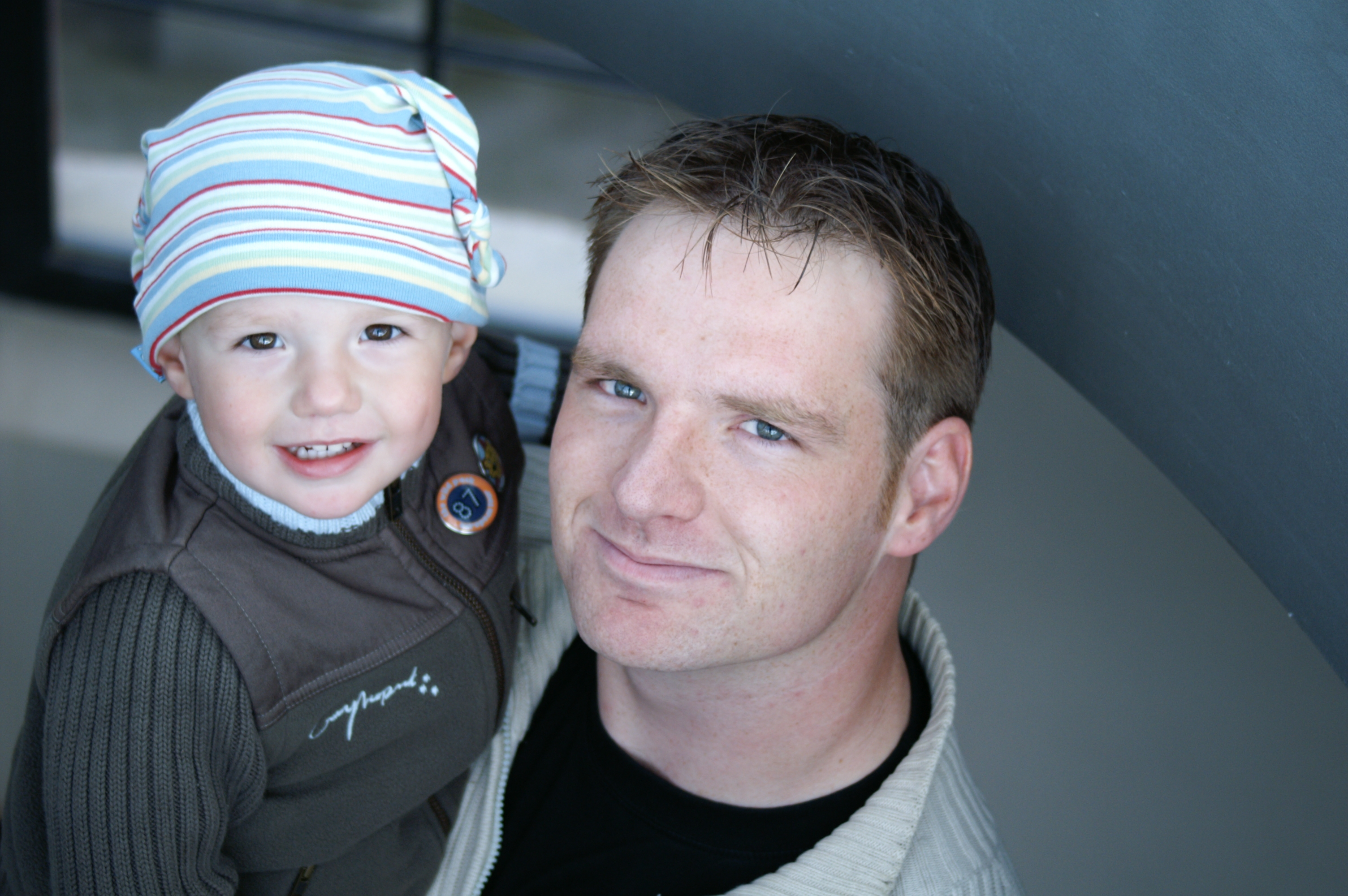
Tată cu copilul său

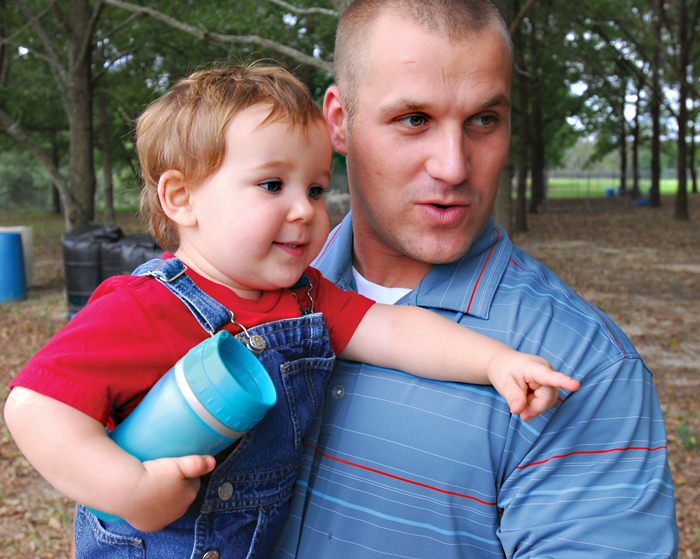
Tată cu copilul său

Ziua Tatălui și Ziua Mamei au fost legiferate ca sărbători în România începând cu anul 2010. Legea cu privire la aceste două sărbători a fost aprobată de Senatul României în luna iunie 2009 unui grup de parlamentari români, printre care Ludovic Orban, Mircia Giurgiu și Liana Dumitrescu. Pe 29 septembrie 2009, legea a fost dezbătută și aprobată în Camera Deputaților. Ziua Tatălui a fost sărbătorită oficial, pentru prima dată în România, în data de 9 mai 2010 (în a doua duminică a lunii mai). În 2025 se sărbătorește la 11 mai.
Datele calendaristice în care se va sărbători ziua tatălui sunt următoarele: 10 mai 2026, 9 mai 2027, 14 mai 2028, 13 mai 2029, 12 mai 2030, 11 mai 2031 și 9 mai 2032.

## Semnificație
Semnificația Zilei Tatălui este legată direct de poziția unui tată în familie  
, precum și în societate. Ziua Tatălui are o semnificație importantă deoarece ajută la recunoașterea contribuției individuale  a fiecăruia dintre cei doi părinți la viața de familie în particular și la construirea societății în general . Fiecare copil are nevoie atât de tatăl cât și de mama sa, pentru a crește într-un mod armonios  În etapele primare, atât tatăl și mama rămân responsabili pentru luarea unor decizii importante legate de educație și de creștere a copilului. La momentul actual, în lume, majoritatea țărilor au societățile patriarhale și din aceasta cauza tații joacă un rol principal în luarea deciziilor mai sus menționate. Stilul de viață al unui tată afectează copilul său. În cazul în care copilul este un băiat, el va încerca cu siguranță să imite unele comportamente ale tatălui său, stilul său de viață. În cazul în care un tată poate stabili exemple bune de viață, într-un mod sănătos, este foarte probabil că băiatul le va urma. Un comportament parental și stil de viață sănătos, pot constitui modele pentru copii și pot astfel modela societatea într-un mod pozitiv. În acest fel, tații pot contribui la dezvoltarea unei societăți întregi. Aniversarea zilei tatălui oferă copiilor posibilitatea de a-și exprima dragostea și respectul pentru părinții lor, un sentiment care are ca țel consolidarea relației tată-copil și, în consecință, în dezvoltarea emoțională a fiecărui copil.

## Istoric
Conform acestei legi ziua tatălui se va sărbători în a doua duminică a lunii mai. Tot cu aceeași ocazie s-a legiferat sărbătorirea Zilei Mamei în prima duminică a lunii mai. Rolul acestei inițiative este acela de a sublinia importanța fiecăruia dintre cei doi părinți în viața de familie și în universul copilului. România era printre puținele state care până în anul 2009 nu au avut o astfel de tradiție a sărbătorii zilei tatălui.
În Evul Mediu celebrarea paternității se sărbătorea pe 19 martie, de Ziua Sfântului Iosif, numită de catolici Nutritor Domini (Tutorele/Gardianul Domnului), iar în tradiția sud-europeană „Tatăl presupus al lui Isus”. Sărbătoarea a fost adusă în America de către spanioli și portughezi.

## Sărbătorirea pe glob
Pe plan mondial nu există în cazul celebrării zilei tatălui o tradiție bine conturată în jurul unei date anume. Zilele tatălui recunoscute oficial variază de la țară la țară. Această secțiune oferă câteva exemple în ordinea lor calendaristică
| 23 februarie                            |                                                                             | Russia (Ziua apărătorilor Patriei)* | Russia (Ziua apărătorilor Patriei)*                                                                                              | Russia (Ziua apărătorilor Patriei)*                                                                       | Russia (Ziua apărătorilor Patriei)* | Russia (Ziua apărătorilor Patriei)*                                                                  | Russia (Ziua apărătorilor Patriei)*                                                            | Russia (Ziua apărătorilor Patriei)* | Russia (Ziua apărătorilor Patriei)* |
| 19 martie                               |                                                                             | Andorra (Dia del Padre) · Bolivia · Honduras . 🇮🇹 Italia | Andorra (Dia del Padre) · Bolivia · Honduras . 🇮🇹 Italia                                                                         | Italia (Festa del papà) · Liechtenstein ·                                                                 | Italia (Festa del papà) · Liechtenstein · | Portugalia (Dia do Pai) · Spania (Día del Padre, Dia del Pare, Día do Pai) · Anvers (Belgia) ·       | Portugalia (Dia do Pai) · Spania (Día del Padre, Dia del Pare, Día do Pai) · Anvers (Belgia) · |                                     |                                     |
| 30 martie                               |                                                                             | Oman (Ziua Tatălui) | Oman (Ziua Tatălui) | Oman (Ziua Tatălui)                                                                                       | Oman (Ziua Tatălui) | Oman (Ziua Tatălui)                                                                                  | Oman (Ziua Tatălui)                                                                            | Oman (Ziua Tatălui)                 | Oman (Ziua Tatălui)                 |
| A doua duminică din mai                 | 12 mai 2024 11 mai 2025 10 mai 2026 9 mai 2027                              | România | România | România                                                                                                   | România | România                                                                                              | România                                                                                        |                                     |                                     |
| 8 mai                                   |                                                                             | Coreea de Sud (Ziua părinților) | Coreea de Sud (Ziua părinților)                                                                                                  | Coreea de Sud (Ziua părinților)                                                                           | Coreea de Sud (Ziua părinților) | Coreea de Sud (Ziua părinților)                                                                      | Coreea de Sud (Ziua părinților)                                                                |                                     |                                     |
| A treia duminică din mai                | 19 mai 2024 18 mai 2025 17 mai 2026 16 mai 2027                             | Tonga | Tonga | Tonga | Tonga | Tonga                                                                                                | Tonga                                                                                          |                                     |                                     |
| Înălțarea Domnului                      | 21 mai 2009 13 mai 2010 9 mai 2013                                          | Germania | Germania | Germania                                                                                                  | Germania | Germania                                                                                             | Germania                                                                                       |                                     |                                     |
| Prima duminică din iunie                | 2 iunie 2024 1 iunie 2025 7 iunie 2026 6 iunie 2027                         | Lituania (Tevo diena) | Lituania (Tevo diena) | Lituania (Tevo diena)                                                                                     | Lituania (Tevo diena) | Lituania (Tevo diena)                                                                                | Lituania (Tevo diena)                                                                          |                                     |                                     |
| 5 iunie                                 |                                                                             | Danemarca (Ziua Constituției) | Danemarca (Ziua Constituției) | Danemarca (Ziua Constituției)                                                                             | Danemarca (Ziua Constituției) | Danemarca (Ziua Constituției)                                                                        | Danemarca (Ziua Constituției)                                                                  |                                     |                                     |
| A doua duminică din iunie               | 9 iunie 2024 8 iunie 2025 14 iunie 2026 13 iunie 2027                       | Austria · Belgia | Austria · Belgia | Austria · Belgia                                                                                          | Austria · Belgia | Austria · Belgia                                                                                     | Austria · Belgia                                                                               |                                     |                                     |
| A treia duminică din iunie              | 16 iunie 2024 15 iunie 2025 21 iunie 2026 20 iunie 2027                     | Afghanistan · Antigua și Barbuda · Argentina · Bahamas · Bahrain · Bangladesh · Barbados · Belize · Bermuda · Brunei Darussalam · Bulgaria · Canada · Chile · Republica Populară Chineză** | Colombia · Costa Rica · Croatia · Cuba · Cipru · Republica Cehă · Ecuador · Etiopia · Franța · (Fête des Pères) · Ghana · Grecia | Guyana · Haiti · Hong Kong · Ungaria · India · Irlanda · Jamaica · Japonia · Malaezia · Malta · Mauritius | Mexico · Myanmar · Namibia · Țările de Jos · Nigeria · Pakistan · Panama · Paraguay · Peru · Philippines · Puerto Rico · Sfânta Lucia · Saint Vincent and the Grenadines | Singapore · Slovacia · Africa de Sud · Sri Lanka · Elveția · Trinidad-Tobago · Turcia · Regatul Unit | Statele Unite ale Americii · Venezuela · Zambia · Zimbabwe                                     |                                     |                                     |
| 17 iunie                                |                                                                             | El Salvador Guatemala | El Salvador Guatemala | El Salvador Guatemala                                                                                     | El Salvador Guatemala | El Salvador Guatemala                                                                                | El Salvador Guatemala                                                                          |                                     |                                     |
| 21 iunie (înainte de prima zi din vară) |                                                                             | Liban | Liban | Liban | Liban | Liban                                                                                                | Liban                                                                                          |                                     |                                     |
| 21 iunie (prima zi din vară)            |                                                                             | Egipt Iordania Siria Uganda | Egipt Iordania Siria Uganda | Egipt Iordania Siria Uganda                                                                               | Egipt Iordania Siria Uganda | Egipt Iordania Siria Uganda                                                                          | Egipt Iordania Siria Uganda                                                                    |                                     |                                     |
| 23 iunie                                |                                                                             | Nicaragua Polonia | Nicaragua Polonia | Nicaragua Polonia                                                                                         | Nicaragua Polonia | Nicaragua Polonia                                                                                    | Nicaragua Polonia                                                                              |                                     |                                     |
| A doua duminică din iulie               | 14 iulie 2024 13 iulie 2025 12 iulie 2026 11 iulie 2027                     | Uruguay | Uruguay | Uruguay                                                                                                   | Uruguay | Uruguay                                                                                              | Uruguay                                                                                        |                                     |                                     |
| Ultima duminică din iulie               | 26 iulie 2009 25 iulie 2010                                                 | Republica Dominicană | Republica Dominicană | Republica Dominicană                                                                                      | Republica Dominicană | Republica Dominicană                                                                                 | Republica Dominicană                                                                           |                                     |                                     |
| A doua duminică din august              | 11 august 2024 10 august 2025 9 august 2026 8 august 2027                   | Brazilia · Samoa | Brazilia · Samoa | Brazilia · Samoa                                                                                          | Brazilia · Samoa | Brazilia · Samoa                                                                                     | Brazilia · Samoa                                                                               |                                     |                                     |
| 8 august                                |                                                                             | Taiwan | Taiwan | Taiwan | Taiwan | Taiwan                                                                                               | Taiwan                                                                                         |                                     |                                     |
| Prima duminică din septembrie           | 1 septembrie 2024 7 septembrie 2025 6 septembrie 2026 5 septembrie 2027     | Australia · Fiji · Noua Zeelandă · Papua Noua Guinee | Australia · Fiji · Noua Zeelandă · Papua Noua Guinee                                                                             | Australia · Fiji · Noua Zeelandă · Papua Noua Guinee                                                      | Australia · Fiji · Noua Zeelandă · Papua Noua Guinee | Australia · Fiji · Noua Zeelandă · Papua Noua Guinee                                                 | Australia · Fiji · Noua Zeelandă · Papua Noua Guinee                                           |                                     |                                     |
| A treia duminică din septembrie         | 15 septembrie 2024 21 septembrie 2025 20 septembrie 2026 19 septembrie 2027 | Ucraina | Ucraina | Ucraina                                                                                                   | Ucraina | Ucraina                                                                                              | Ucraina                                                                                        |                                     |                                     |
| 23 august                               |                                                                             | Nepal Bwaako Mukh Herne Din ou बुवाको मुख हेर्ने दिन (कुशे औंशी) | Nepal Bwaako Mukh Herne Din ou बुवाको मुख हेर्ने दिन (कुशे औंशी)                                                                             | Nepal Bwaako Mukh Herne Din ou बुवाको मुख हेर्ने दिन (कुशे औंशी)                                                      | Nepal Bwaako Mukh Herne Din ou बुवाको मुख हेर्ने दिन (कुशे औंशी) | Nepal Bwaako Mukh Herne Din ou बुवाको मुख हेर्ने दिन (कुशे औंशी)                                                 | Nepal Bwaako Mukh Herne Din ou बुवाको मुख हेर्ने दिन (कुशे औंशी)                                           |                                     |                                     |
| Prima duminică din octombrie            | 6 octombrie 2024 5 octombrie 2025 4 octombrie 2026 3 octombrie 2027         | Luxemburg | Luxemburg | Luxemburg                                                                                                 | Luxemburg | Luxemburg                                                                                            | Luxemburg                                                                                      |                                     |                                     |
| A doua duminică din noiembrie           | 10 noiembrie 2024 9 noiembrie 2025 8 noiembrie 2026 14 noiembrie 2027       | Estonia · Finlanda · Islanda | Estonia · Finlanda · Islanda | Norvegia · Suedia                                                                                         | Norvegia · Suedia | Norvegia · Suedia                                                                                    | Norvegia · Suedia                                                                              |                                     |                                     |
| 5 decembrie                             |                                                                             | Thailanda (Aniversarea nașterii regelui Bhumibol) | Thailanda (Aniversarea nașterii regelui Bhumibol)                                                                                | Thailanda (Aniversarea nașterii regelui Bhumibol)                                                         | Thailanda (Aniversarea nașterii regelui Bhumibol) | Thailanda (Aniversarea nașterii regelui Bhumibol)                                                    | Thailanda (Aniversarea nașterii regelui Bhumibol)                                              |                                     |                                     |
| 26 decembrie                            |                                                                             | Bulgaria | Bulgaria | Bulgaria                                                                                                  | Bulgaria | Bulgaria                                                                                             | Bulgaria                                                                                       |                                     |                                     |
| Calendarul islamic                      |                                                                             | | | | | |                                                                                                |                                     |                                     |
| Definiție                               | Exemple de date                                                             | Țara / Teritoriul | Țara / Teritoriul | Țara / Teritoriul                                                                                         | Țara / Teritoriul | Țara / Teritoriul                                                                                    | Țara / Teritoriul                                                                              |                                     |                                     |
| 13 Rajab                                | 18 iunie 2008                                                               | Iran Pakistan | Iran Pakistan | Iran Pakistan                                                                                             | Iran Pakistan | Iran Pakistan                                                                                        | Iran Pakistan                                                                                  |                                     |                                     |

## Alte sărbători conexe
- Ziua Familiei
- Ziua Copilului
- Ziua Mamei
- Ziua Bătrânilor
- Ziua Femeii
- Ziua Bărbatului